# Plaza de España (Conil de la Frontera)
La Plaza de España, anteriormente llamada La Plazuela, está ubicada en el municipio de Conil de la Frontera, en la provincia de Cádiz (Andalucía, España). Con una longitud exacta de 0,07 Km, es una de las plazas mas grandes del pueblo. 
Está ubicada en el casco antiguo del pueblo junto al Arco de la villa, la plaza hace intercepción con las siguientes vías; la Calle Capitán Pérez Moreno, la Calle General Gabino Aranda, la Calle Antonio Ureba y la Calle Herrería. Siendo la plazuela la principal vía de entrada y salida del centro histórico. 
Conocida históricamente como La Plazuela, en los años 90 podían circular los coches, habiendo aceras y una glorieta. En 2007 se remodeló dejándola peatonal, haciendo que los coches al entrar por la puerta de la villa tuvieran que hacer desvió hacia la Capitán Pérez Moreno.